# Старки (Калузька область)
Старки (рос. Старки) — присілок в Дзержинському районі Калузької області Російської Федерації.
Населення становить 604 особи. Входить до складу муніципального утворення Присілок Старки.

## Історія
Від 2004 року входить до складу муніципального утворення Присілок Старки.

## Населення
| 2002 | 2010 |
| ---- | ---- |
| 614  | ↘604 |